# جف زاکر
جف زاکر (انگلیسی: Jeff Zucker؛ زادهٔ ۹ آوریل ۱۹۶۵) رئیس فعلی سی ان ان است. او قبلاً به عنوان رئیس و مدیر عامل ان بی سی یونیورسال بوده است. زاکر همچنین به عنوان یک مدیر اجرایی مقیم در مدرسه کسب و کار کلمبیا کار کرده است.

## زندگی‌نامه
زاکر در یک خانواده یهودی در هومستد، فلوریدا در نزدیکی میامی متولد شده است. پدرش متیو، متخصص قلب و مادرش معلم مدرسه بود. زاکر به دانشگاه هاروارد رفت و در تاریخ آمریکا لیسانس گرفت.